# 52 bis trolibusz (Varsó)
A varsói 52 bis jelzésű trolibusz a Plac Zawiszy és a Łazienkowska között közlekedett. A viszonylatot a Miejskie Zakłady Komunikacyjne w Warszawie üzemeltette. A járműveket a Chełmska kocsiszín állította ki. 1967. március 5-én indultak meg a trolibuszok a vonalon. A trolibuszjárat 1972. június 11-én megszüntetésre került.

## Útvonala
| Łazienkowska felé                                                                        | Plac Zawiszy felé                                                                        |
| ---------------------------------------------------------------------------------------- | ---------------------------------------------------------------------------------------- |
| Plac Zawiszy – Raszyńska – Koszykowa – Piękna – Górnośląska – Myśliwiecka – Łazienkowska | Łazienkowska – Myśliwiecka – Górnośląska – Piękna – Koszykowa – Raszyńska – Plac Zawiszy |